# Волзькотатарський легіон

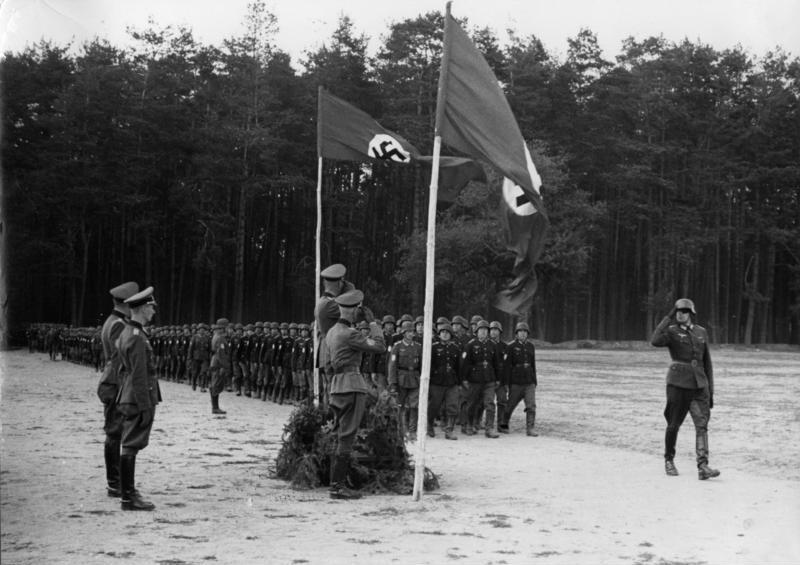
Волзькотатарський підрозділ вермахту

Волзькотатарський легіон (нім. Wolgatatarische Legion) або Легіон Ідель-Урал (яналіф: Idel-Ural Legionь) — переважно мусульманський добровольчий підрозділ Вермахту, що складався з волзьких татар, але також включав представників інших народів Ідель-Уралу, таких як башкири, чуваші, марійці, удмурти, ерзяни та мокшани.

## Історія
Легіон утворений у січні 1942 року в польському місті Радом. У створенні легіону значну роль відіграв татарський емігрант-підприємець Шафі Алмас; у той же час політичні лідери татарської еміграції переважно уникали участі у визвольному русі. У декількох батальйонах легіону служило загалом близько 12 500 осіб.
23 лютого 1943 під Вітебськом майже весь 825-й батальйон (близько 900 осіб) дезертирував, влившись до складу одного з диверсійних загонів НКВД. Багато з них стали жертвами політичних убивств у катівнях СССР. У легіоні діяла промосковська група, членом якої нібито був татарський поет Муса Джаліль. Окремі учасники легіону перейшли до лав УПА[джерело?] та французького спротиву.

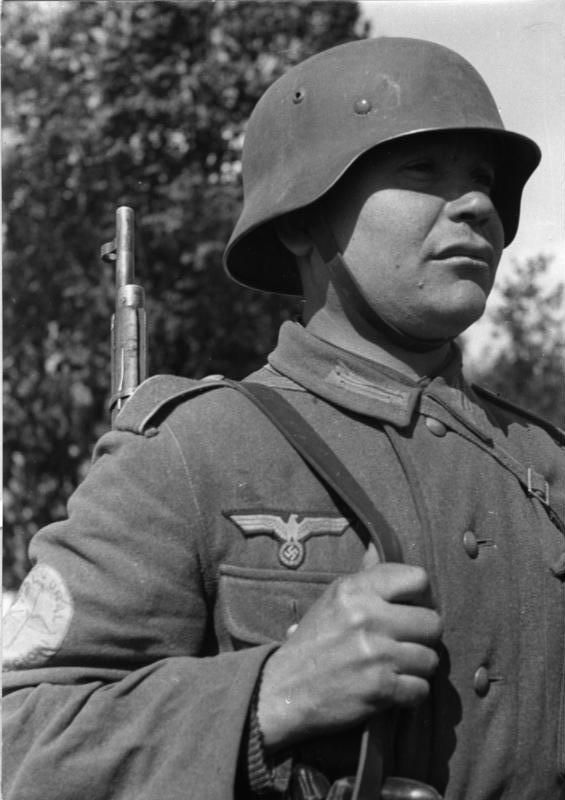
Волзький татарин у німецькій формі

Легіон не мав повноцінної влади над своїми батальйонами, обмежуючись тимчасовим командуванням. Насправді батальйони було поодинці приєднано до різних частин Вермахту, після чого їх було вислано на фронт та відряджено для протидиверсійної боротьби.
Ідеологом участі в легіоні християнських народів Ідель-Уралу був чуваський націоналіст Федір Паймук. Одним із бійців легіону був Гариф Султан, який у післявоєнний час став провідним політичним діячем татарської еміграції. Видавалися газети татарською та російською мовами, у 1944 році був проведений Курултай волзьких татар.

## Організаційна структура
- 825-й піхотний батальйон волзьких татар
- 826-й піхотний батальйон волзьких татар
- 827-й піхотний батальйон волзьких татар
- 828-й піхотний батальйон волзьких татар
- 829-й піхотний батальйон волзьких татар
- 830-й піхотний батальйон волзьких татар
- 831-й піхотний батальйон волзьких татар
- 832-й піхотний батальйон волзьких татар — не було створено
- 833-й піхотний батальйон волзьких татар — не було створено
- 834-й піхотний батальйон волзьких татар — не було створено